# Івануна Іван Якович
Іван Якович Івануна (нар. 1915, село Марківка, тепер Білопільського району Сумської області — ?) — український радянський діяч, секретар Хмельницького обкому КПУ, 1-й заступник голови Хмельницького облвиконкому.

## Біографія
Народився в селянській родині у січні 1915 року.
Служив у Червоній армії. Учасник німецько-радянської війни. Член ВКП(б).
Перебував на партійній роботі в Хмельницькій області.
З квітня 1961 року — начальник Хмельницького обласного управління заготівель.
До грудня 1962 року — 2-й, 1-й секретар Кам'янець-Подільського районного комітету КПУ Хмельницької області.
У грудні 1962 — січні 1963 року — секретар партійного комітету КПУ Кам'янець-Подільського колгоспно-радгоспного виробничого управління.
9 січня 1963 — 4 грудня 1964 року — секретар Хмельницького сільського обласного комітету КПУ.
4 грудня 1964 — 1969 року — секретар Хмельницького обласного комітету КПУ.
З березня 1969 по червень 1975 року — 1-й заступник голови виконавчого комітету Хмельницької обласної ради депутатів трудящих.
З 1975 року — на пенсії.

## Нагороди
- орден Трудового Червоного Прапора (26.02.1958)
- орден Вітчизняної війни ІІ ст. (6.04.1985)
- Почесна грамота Президії Верховної Ради Української РСР (17.01.1975)
- медалі